# Cristina Lasvignes Martín
Cristina Lasvignes Martín(Madrid, 9 de gener de 1978) és una periodista i presentadora de televisió espanyola.

## Biografia
Cristina Lasvignes es va llicenciar en periodisme per la Universitat Complutense de Madrid. Ha participat, en televisió, en els programes ¡Qué idea!, a Localia, Un equipo, a Cuatro i va ser col·laboradora a Visto y oído també de Cuatro.
Durant quatre anys va ser redactora del programa de ràdio Hablar por hablar, de la Cadena SER, i va passar a dirigir-lo i presentar-lo el setembre de 2006, fins al 20 de febrer de 2009, quan va ser substituïda per Macarena Berlín.
Des del dia 13 d'octubre de 2008, va conduir un programa de televisió a Antena 3, a la franja vespertina, anomenat Tal cual lo contamos, que l'11 de juny de 2010 es va deixar d'emetre a causa de la seva baixa audiència.
En l'actualitat, presenta, juntament amb Alfredo Arense i Marta Ferrer, el programa despertador de Kiss FM, Las Mañanas KISS